# バーバラ・パーキンス
バーバラ・パーキンス（Barbara Parkins, 1942年5月22日 - ）は、カナダ出身の女優である。

## 来歴
1942年にカナダ、ブリティッシュコロンビア州のバンクーバーに生まれる。16歳の頃に母親と一緒にロサンゼルスへ移り住み、10代の頃から演技、バレエを習い始めた。1961年の時に低予算の犯罪映画『20,000 Eyes』へ高校生の少女役で出演し、映画デビュー。
1964年から5年間、レギュラーキャストとして出演したテレビドラマシリーズ『ペイトンプレイス物語』で徐々に人気に火が付き、同作品ではその演技力が評価されて、同年のプライムタイム・エミー賞にノミネートされた。1967年に作家兼女優として知られるジャクリーン・スーザン原作の小説を映画化した『哀愁の花びら』への出演で本格的に女優としてブレイク。
その後、アメリカからイギリスへ移り住み、女優活動を継続。1970年代から80年代にかけて様々な映画やテレビドラマへ出演して女優としての地位を確立し、1990年代もドラマなどへ出演しているが、1998年に出演したテレビ映画『Scandalous Me: The Jacqueline Susann Story』を最後に女優活動は行っていない。

## 出演作品

### 映画
- 20,000 Eyes (1961)
- 哀愁の花びら Valley of the Dolls (1967)
- クレムリンレター 密書 The Kremlin Letter (1970)
- 悪魔のワルツ The Mephisto Waltz (1971)
- パリは霧にぬれて La maison sous les arbres (1971)
- デンジャー・ポイント Puppet on a Chain (1971)
- A Taste of Evil (1971) ※テレビ映画
- アサイラム・狂人病棟 Asylum (1972)
- 誘拐 Snatched (1973) ※テレビ映画
- 結婚ミステリー/夫を買った女 Christina (1974)
- ロジャー・ムーア 冒険野郎 Shout at the Devil (1976)
- Law of the Land (1976)
- 忘れられたケネディ～長男ジョー～ Young Joe, the Forgotten Kennedy (1977)
- Ziegfeld: The Man and His Women (1978)
- The Critical List (1978)
- オーロラ殺人事件 Bear Island (1979)
- Breakfast in Paris (1982)
- パニック・イン・ホスピタル Uncommon Valor (1983)
- ウインザー公掠奪/第三帝国の陰謀 To Catch a King (1984) ※テレビ映画
- 魔性の女 Calendar Girl Murders (1984)
- Katy, la oruga (1984) ※英語吹替え版・声の出演
- ペイトンプレイス物語 Peyton Place: The Next Generation (1985) ※テレビ映画
- 新・弁護士ペリー・メイスン/罠 Perry Mason: The Case of the Notorious Nun (1986)
- Scandalous Me: The Jacqueline Susann Story (1998)

### テレビドラマ
- アンタッチャブル The Untouchables (1961)
- The Tall Man (1961)
- ビーバーちゃん Leave It to Beaver (1961)
- 87分署シリーズ 87th Precinct (1961)
- 幌馬車隊 Wagon Train (1961)
- ゼネラル・エレクトリック・シアター General Electric Theater (1961)
- パパ大好き My Three Sons (1962)
- ペリー・メイスン Perry Mason (1962)
- ドクター・キルデア Dr. Kildare (1962)
- Wide Country (1962, 1963)
- ララミー牧場 Laramie (1963)
- ペイトンプレイス物語 Peyton Place (1964 - 1969)
- ゴースト・ストーリー Ghost Story (1972)
- Jennie: Lady Randolph Churchill (1974)
- Born Free (1974)
- 医師ジョナサン Testimony of Two Men (1977)
- ベガス Vega$ (1980)
- ファンタジー・アイランド Fantasy Island (1980)
- The Manions of America (1981)
- ホテル Hotel (1983)
- ラブ・ボート The Love Boat (1984)
- Jake and the Fatman (1988)
- ジェシカおばさんの事件簿 Murder, She Wrote (1989)
- Scene of the Crime (1991)
- ピケット・フェンス Picket Fences (1996)

### テレビアニメ
- スーパーマン Superman (1998)

## 参照
1. 1 2  “Barbara Parkins Biography”. 2014年8月16日閲覧。
2. ↑  https://www.imdb.com/name/nm0662808/awards/?ref_=nm_awd